# Gołcza (gromada)
Gołcza – dawna gromada, czyli najmniejsza jednostka podziału terytorialnego Polskiej Rzeczypospolitej Ludowej w latach 1954–1972.
Gromady, z gromadzkimi radami narodowymi (GRN) jako organami władzy najniższego stopnia na wsi, funkcjonowały od reformy reorganizującej administrację wiejską przeprowadzonej jesienią 1954 do momentu ich zniesienia z dniem 1 stycznia 1973, tym samym wypierając organizację gminną w latach 1954–1972.
Gromadę Gołcza z siedzibą GRN w Gołczy utworzono – jako jedną z 8759 gromad na obszarze Polski – w powiecie miechowskim w woj. krakowskim, na mocy uchwały nr 24/IV/54 WRN w Krakowie z dnia 6 października 1954. W skład jednostki weszły obszary dotychczasowych gromad Gołcza, Cieplice, Wielkanoc, Ulina Mała, Rzerzuśnia i Krępa ze zniesionej gminy Rzerzuśnia w tymże powiecie. Dla gromady ustalono 25 członków gromadzkiej rady narodowej.
31 grudnia 1961 do gromady Gołcza przyłączono obszar zniesionej gromady Mostek oraz wsie Ulina Wielka i Chobędza ze zniesionej gromady Chobędza.
30 czerwca 1962 do gromady Gołcza przyłączono wieś Kamienica z gromady Szreniawa; z gromady Gołcza wyłączono natomiast wieś Mostek oraz przysiółek Budzyń włączając je do gromady Szreniawa.
1 stycznia 1969 do gromady Gołcza przyłączono wsie Czaple Małe i Żarnowica ze zniesionej gromady Wysocice.
Gromada przetrwała do końca 1972 roku, czyli do kolejnej reformy gminnej. 1 stycznia 1973 utworzono gminę Gołcza.